# Jonas Roth
Jonas Andreæ Roth, född 29 april 1707 i Vireda församling, Jönköpings län, död 1 maj 1790 i Höreda församling, Jönköpings län, var en svensk präst.

## Biografi
Jonas Roth föddes 1707 i Vireda socken och var son till en sergeant där. Roth blev 1728 student vid Lunds universitet och prästvigdes 1733. Han blev adjunkt i Höreda pastorat och tog magistergraden vid Lunds universitet 1738. Roth blev 1738 vice rektor i Eksjö och 1739 komminister i Hässleby församling i Rumskulla pastorat. År 1745 var han opponent vid prästmötet. Roth blev 1759 kyrkoherde i Höreda pastorat och 1777 prost. Han avled 1790 i Höreda socken.

### Familj
Roth gifte sig 1734 med Emerentia Sjöstedt. Hon var dotter till kyrkoherden Nicolaus Sjöstedt i Höreda församling. De fick tillsammans barnen kornetten Carl Gustaf Roth, mantalskommissarien Jonas Roth, Catharina Roth som var gift med orgelbyggaren Pehr Schiörlin i Linköping, en dotter som var gift med komminister Johan Gustaf Hellbom i Rystads församling, en dotter som var gift med komministern Carl Henrik Stigell i Tjärstads församling, sex söner och sex döttrar. Sjöstedt och Roth firade sitt guldbröllop 1784.